# Jaguar XJS
De Jaguar XJ-S, XJS voor de derde generatie, was een GT-auto van het Britse automerk Jaguar. De XJ-S werd in 1975 voorgesteld ter vervanging van de Jaguar E-Type. Het model werd in drie generaties gebouwd tot 1996 waarna het werd opgevolgd door de Jaguar XK8.

## XJ-S Mk I
De XJ-S werd in mei 1975 aan de pers gepresenteerd en in september aan het publiek. De recent ontwikkelde V12 kon naar keuze gekoppeld worden aan een manuele of een automatische Borg Warner-versnellingsbak. De 5,3 liter aluminium V12-motor had een vermogen van 285 pk en had elektronische brandstofinspuiting. Begin 1977 werd de automaat vervangen voor de GM 400. De manuele vierversnellingsbak was op verzoek leverbaar tot 1978.
De XJ-S volgde de legendarische Jaguar E-Type op en was een GT-coupé. De XJ-S kwam op een nogal ongelukkig moment. Volgend op de oliecrisis van 1973 was de markt voor een 5,3 l V12 GT krap geworden. Ook het ontwerp was niet kritiekvrij. Critici vonden de auto geen waardige opvolger voor de E-Type. Jaguar stapte af van het uitbundig gebruik van leer en brak daarmee met haar traditie. De XJ-S had een betere aerodynamica dan de E-type: een Cw van 0,39 versus 0,455. De goede wegligging op hoge snelheden werd door de 'flying butresses' bevorderd. Deze waren een overblijfsel van het aanvankelijke ontwerp met middenmotor. Van het eerste model werden tussen 1975 en 1982 ruim 16.000 geproduceerd. In 1980 werden slechts 1057 exemplaren geproduceerd, wat Jaguar aanzette tot enkele belangrijke wijzigingen (onder andere een nieuw injectiesysteem en katalysatoren voor de Amerikaanse markt).
In 1979 onthulde Pininfarina een sportwagen die gebaseerd was op de XJ-S, maar die kwam nooit in productie.

## XJ-S Mk II

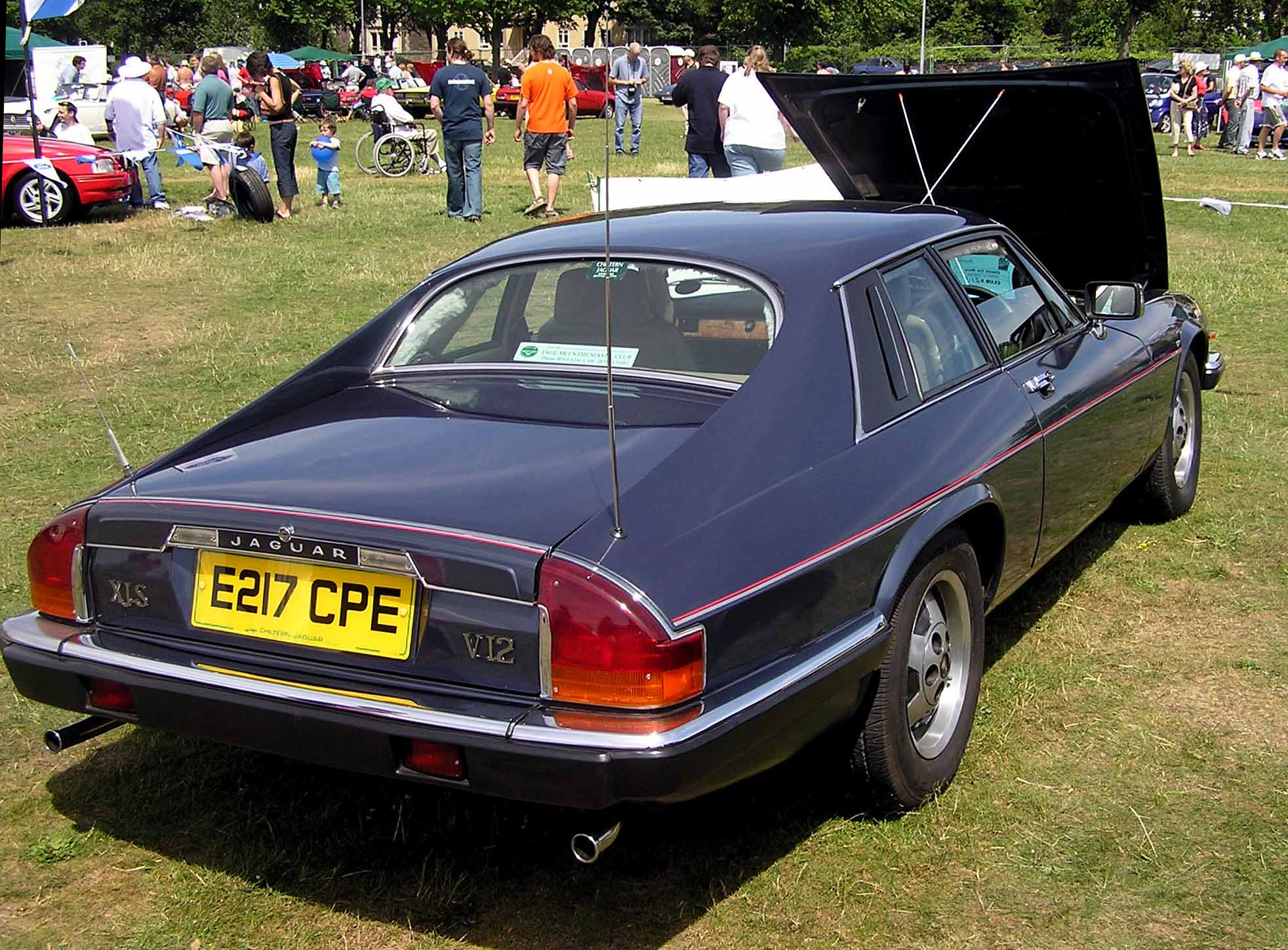
Jaguar XJ-S uit 1988.

De nieuwe XJ-S Mark II verscheen in 1981 met Jaguars nieuwe High-Efficiency engine (HE). De auto haalde een topsnelheid van 250 km/u en was daarmee de snelste automaat ter wereld. Er kwam ook een cabriolet-versie van de XJ-S met een nieuwe 3,6 l zes-in-lijnmotor. Die XJ-SC was een strikte tweezitter. In 1985 werd hij ook beschikbaar met de V12-motor. In 1988 bracht Jaguar, ter gelegenheid van haar overwinning op de 24 uur van Le Mans, een speciale XJR-S-versie uit. Die kreeg standaard een tuningkit en licht verbeterde prestaties. Op een bepaald ogenblik wilde het merk ook een luxueuze Daimler-versie lanceren maar dat is er nooit van gekomen.

## XJS Mk III
Het model werd hertekend voor 1991, waarbij de naam veranderd werd in XJS. De cabriolet-versie hiervan kwam een jaar later uit. De achterruiten waren groter geworden en de controversiële zijschorten achteraan, de zogenaamde flying buttresses, waren gebleven daar die als karakteristiek voor de auto werden bevonden. Er werd een nieuwe 4,0 l-versie van de zes-in-lijn voorzien en de V12 werd vergroot tot 6,0 l. Ook werden de schijfremmen achteraan gewijzigd. Op 4 april 1996 kwam de laatste XJS van de band. Het model werd hierop opgevolgd door de Jaguar XK8.